# 桑野郵便局
桑野郵便局（くわのゆうびんきょく）は、徳島県阿南市にある郵便局。民営化前の分類では集配特定郵便局であった。

## 概要
住所：〒779-1499 徳島県阿南市桑野町鳥居前1-1

## 沿革
- 1901年（明治34年）12月20日 - 桑野郵便受取所として開設[1]。
- 1905年（明治38年）4月1日 - 桑野郵便局（三等）となる。
- 1972年（昭和47年）9月20日 - 電話交換業務を阿南電報電話局に移管[2]。
- 2006年（平成18年）10月16日 - 新野郵便局から「779-15xx」（阿南市新野町）の集配業務を移管[3]。
- 2007年（平成19年）10月1日 - 民営化に伴い、併設された郵便事業阿南支店桑野集配センターに一部業務を移管。
- 2012年（平成24年）10月1日 - 日本郵便株式会社発足に伴い、郵便事業阿南支店桑野集配センターを桑野郵便局に統合。
- 2015年（平成27年）6月23日 - 阿南市と阿南市内郵便局及び阿南郵便局の協力に関する協定を締結。

## 取扱内容
- 郵便、印紙、ゆうパック、内容証明
- 貯金、為替、振替、振込、国債
- 生命保険、バイク自賠責保険
- 地方公共団体事務（阿南市入場券の販売）
- ゆうちょ銀行ATM
- 「779-14xx」（阿南市（阿瀬比町、内原町、桑野町、山口町））、「779-15xx」（阿南市新野町）の集配業務

## 周辺
- 阿南市立桑野小学校
- 国道195号
- 桑野川

## アクセス
- JR牟岐線 桑野駅から北へ100m（徒歩約2分）
- 徳島バス 桑野停留所下車
- 徳島県道24号羽ノ浦福井線（土佐浜街道）沿い
- 駐車場：3台